# Awana
Awana est une organisation chrétienne évangélique internationale qui offre des programmes chrétiens de formation basés sur la Bible pour les enfants et les jeunes dans les églises. Son siège se trouve à Streamwood, aux États-Unis.

## Histoire
Awana a ses origines dans l’établissement d’un programme pour enfants dans l’église North Side Gospel Center à Chicago en 1941, par le pasteur Lance Latham et le directeur de la jeunesse de l'église, Art Rorheim.  Awana est officiellement fondée comme organisation en 1950. Le nom vient des premières lettres du passage anglais : "Approved Workmen Are Not Ashamed" ("Un homme éprouvé n’est pas honteux") dans le Deuxième épître à Timothée ch. 2 verset 15.  En 2019, elle travaillerait avec 61,000 églises dans 122 pays.

## Programmes
Awana offre des ressources et des programmes de formation basés sur la Bible pour les enfants de 2 à 18 ans dans les églises.

## Affiliations
L’organisation est membre du Conseil évangélique pour la responsabilité financière .